# Fürfurt
Fürfurt ist der kleinste Ortsteil der Gemeinde Weinbach im mittelhessischen Landkreis Limburg-Weilburg und liegt innerhalb der Gemarkung des Ortsteils Elkerhausen.

## Geographische Lage
Fürfurt liegt im Weilburger Lahntalgebiet, wobei sich der Östliche Hintertaunus etwas südöstlich anschließt. Im Nordwesten des Naturparks Taunus befindet es sich 2,9 km südwestlich des Hauptortes. Westlich des Dorfs fließt die Lahn. Das Dorf liegt an den Kreisstraßen K 434 und K 436.

## Geschichte
Fürfurt wurde bekanntermaßen erstmals in einer Urkunde, die zwischen 1148 und 1154 entstand, als Virdenwert erwähnt. Im Jahre 1473 wurde eine Kapelle im Ort erwähnt. Schon seit 1154 gehörte Fürfurt zur Pfarrei Villmar. Nachdem in Ortsnähe ein Phosphoritvorkommen entdeckt wurde, wurde 1869 eine Phosphoritmühle in Betrieb genommen. Bis 1927 gab es in Fürfurt deshalb eine chemische Fabrik. Der Ort gehörte zur Gemeinde Elkerhausen im Oberlahnkreis. Diese wurde zum 1. Juli 1974 kraft Landesgesetz in die Gemeinde Weinbach eingegliedert.
Für den Ortsteil Fürfurt wurde, wie für die anderen eingemeindeten ehemals eigenständigen Gemeinden, ein Ortsbezirk mit Ortsbeirat und Ortsvorsteher nach der Hessischen Gemeindeordnung eingerichtet.
Am 31. Dezember 2020 zählte der Ort 139 Einwohner.
Zensus 2011
Nach den Erhebungen des Zensus 2011 lebten am Stichtag dem 9. Mai 2011 in Fürfurt 117 Einwohner. Darunter waren 6 (5,1 %) Ausländer.
Nach dem Lebensalter waren 12 Einwohner unter 18 Jahren, 54 zwischen 18 und 49, 24 zwischen 50 und 64 und 30 Einwohner waren älter.
Die Einwohner lebten in 63 Haushalten. Davon waren 15 Singlehaushalte, 27 Paare ohne Kinder und 9 Paare mit Kindern, sowie 6 Alleinerziehende und 3 Wohngemeinschaften. In 15 Haushalten lebten ausschließlich Senioren und in 36 Haushaltungen lebten keine Senioren.

## Infrastruktur
- Im Ort gibt es ein Dorfgemeinschaftshaus.
- Die Lahntalbahn führt am Ort vorbei und hat einen Bahnhof an der Strecke.
- An der Lahn bei Fürfurt gibt es eine Schleuse.[6]

## Persönlichkeiten
- Albert Wagner (1885–1974), in Fürfurt geborener Politiker